# Apocopis courtallumensis
Apocopis courtallumensis là một loài thực vật có hoa trong họ Hòa thảo. Loài này được (Steud.) Henrard mô tả khoa học đầu tiên năm 1941.